# Yang Yu
Pour les articles homonymes, voir Yáng (杨).
Dans ce nom, le nom de famille, Yang, précède le nom personnel.
Yang Yu (chinois simplifié : 杨雨) est une nageuse chinoise née le 6 février 1985 à Hangzhou, spécialiste de la nage libre.
Membre de l'Équipe chinoise de natation depuis 1999, elle remporta la médaille d'or au relais 4 × 100 m 4 nages des Championnats du monde de natation 2003, à Barcelone. Elle gagna également deux titres sur 200 m nage libre aux Championnats du monde en bassin de 25 m en 2000 (Athènes) et en 2006 (Shanghai).
Elle est médaillée de bronze des Jeux olympiques d'été de 2008 à Pékin avec l'équipe chinoise du relais 4 × 200 m nage libre, dans le temps de 7 min 45 s 93 (RAs).

## Palmarès

### Jeux olympiques d'été
- Jeux olympiques de 2004 à Athènes ( Grèce)
  -  Médaille d'argent sur le 4 × 200 m nage libre
- Jeux olympiques de 2008 à Pékin ( Chine)
  -  Médaille d'argent sur le 4 × 200 m nage libre

### Championnats du monde
- Championnats du monde 2001 à Fukuoka ( Japon) 
  -  Médaille d'argent du 200 m nage libre
- Championnats du monde 2003 à Barcelone ( Espagne) 
  -  Médaille d'or sur le 4 × 100 m 4 nages
  -  Médaille de bronze du 200 m nage libre
  -  Médaille de bronze du 4 × 200 m nage libre
- Championnats du monde 2005 à Montréal ( Canada) 
  -  Médaille de bronze du 200 m nage libre
  -  Médaille de bronze du 4 × 200 m nage libre
- Championnats du monde 2009 à Rome ( Italie) 
  -  Médaille d'or du 4 × 200 m nage libre

### Championnats du monde en petit bassin
- Championnats du monde 2000 à Athènes ( Grèce)
  -  Médaille d'or du 200 m nage libre
  -  Médaille de bronze du 4 × 200 m nage libre
- Championnats du monde 2002 à Moscou ( Russie)
  -  Médaille d'or du 4 × 200 m nage libre
  -  Médaille d'argent du 200 m nage libre
  -  Médaille d'argent du 200 m papillon
  -  Médaille de bronze du 4 × 100 m nage libre
- Championnats du monde 2008 à Shanghai ( Chine)
  -  Médaille d'or du 200 m nage libre
  -  Médaille d'argent du 4 × 200 m nage libre
  -  Médaille de bronze du 200 m papillon

## Records
(en bassin de 25 m)
- 200 m nage libre : 1 min 54 s 90 (RM) en 2003 à Berlin
- 200 m papillon : 2 min 4 s 4 (RM) en 2004 à Berlin